# سباحة آمنة
هو برنامج للسباحة والإنقاذ وسلامة المياه، مصمم للأطفال في البلدان المنخفضة في آسيا، لقد دخل إلى مجال الصحة العامة؛ لأنه برنامج يهدف بالأساس لمنع الغرق، وهو مصمم من أجل معالجه قضية غرق الأطفال في بنغلادش، ولقد تم توسيعه ليشمل جميع أنحاء العالم.

## تاريخ
تأسس swimsafe لمعالجة مستويات الغرق العالية في جميع أنحاء آسيا، بدأ كمشروع بحثي في عام 2001، عندما صمم خبراء الوقاية مقابلات وتجولو من منزل لمنزل عبر خمس بلدان، في النهاية شارك أكثر من مليوني أسره في البحث، وأشارت النتائج إلى أن الغرق كان السبب الرئيسي للوفاة في مرحله الطفولة في بنغلاديش، الصين، كمبوديا، تايلاند، وفيتنام.
بعد انتهاء المرحلة الأولى من البحث عام 2003 والتي ركزت على بنغلاديش، بدأ قاده البحث بالبحث عن طرق لتقليل عدد الوفيات والاصابات الغارقة، تم تطوير برنامج swimsafe الأول في بنغلاديش عام 2005، بعد أن أظهر البحث معدلات وفيات عالية جدا خاصه عند الأطفال، وتم تطويره من قبل مركز الوقاية من الإصابات والابحاث CIPRB. بمساعده من اتحاد السباحة بنغلاديش وكان المشروع تجريبي لمده عام واحد فقط.
بدأ في تايلاند عام 2008 من قبل التحالف لحمايه الأطفال وتم تمويله من قبل معهد أستراليا وتايلاند.
أما في بنغلاديش استمر من 2005 حتى 2010 على أنه برنامج اليونيسيف حتى حصل على تمويل من الإلهام الدولي، تخرج من المشروع 465000 طفل تتراوح أعمارهم من 3-16 سنه.
3.المنهج الدراسي:
وظف المشروع معلمين لتعليم الأطفال السباحة وتعليم الآخرين، كان يتكون من 21 درس تعلم البقاء على قيد الحياة، الإنقاذ والإنعاش ومعرفه سلامه المياه، تدرس في المسطحات المائية الطبيعية أو البرك المحمولة وحمامات السباحة، ويتضمن المشروع ارشادات تعليم السباحة، اللوجستيات، اداره الاماكن، معايير المدرسين وتفاصيل التدريب، ومعايير التخرج.
يمتلك البرنامج مستويين من الشهادات أساسي ومتقدم، البرنامج الاساسي للأطفال بين 4-6 سنوات، أما البرنامج المتقدم من 7 سنوات فما فوق، يضيف مهارات الإنقاذ ودعم الحياه بما في ذلك الإنعاش الرئوي، من المهم في هذا المستوى أن يكونوا واثقين من الماء للقيام بالإنقاذ بشكل صحيح.
نشر بعدها في المجلات الأكاديمية أن الأطفال حققوا نجاح كبير في التجربة والممارسة العملية، وان الأطفال يستعملون هذه المهارات كثيرا، بحيث لم يشارك البالغون في أي عمليه انقاذ مبلغ عنها.
3. برك ومسابح محمولة:
في العديد من البلدان المنخفضة والمتوسطة في آسيا، هناك القليل من حمامات السباحة للجمهور، لذلك كان من الواجب إيجاد أماكن مخصصه للتدريب.
كان البديل في هذه الحالة البرك والمسابح المحمولة، استعملت البرك في بنغلاديش مع تحديد أماكن التدريب بالخيزران، كونها مسطحات مائيه طبيعيه، كان تعاني من مشاكل صيانه وجوده المياه لذلك كان يتم استخدامها في موسم الأمطار.
تم استخدام حمامات السباحة المحمولة مع السلالم وانظمه ترشيح الرمال والكلور في الصرف الصحي بنغلاديش وفيتنام وتايلاند وكانت تتمتع بمزايا منها عمق المياه وجوده المياه.
4.برامج أخرى:
كان swimsafe جزء من حزمه متكامله لحالات الغرق في المجتمع.
كان برنامج anchal يستهدف الأطفال دون الخامسة كل حضانه تعتني ب 30 طفل وتوفر لهم بيئة آمنه وصحيه، مقابل القليل من الدولارات، وأشارت البحوث إلى أن من شاركوا فيه كانو أقل عرضه للغرق بنسبه 82٪ من غيرهم.